# Centre républicain
Ne doit pas être confondu avec Centre républicain (groupe parlementaire) ou CR.
Le Centre républicain (CR) est un ancien parti politique français, né d'une scission de l'aile droite pro-Algérie française du Parti radical.
Il est créé en octobre 1956 et animé par Henri Queuille (président), André Morice (secrétaire général), André Marie et Vincent Badie. 
D'abord connu sous le nom de Parti radical-socialiste (PRS) à sa création, le parti doit abandonner cette domination par décision de justice et opte pour le Parti de la gauche démocratique et radicale-socialiste (PGDRS) le 29 janvier 1958. Il devient le Centre républicain (CR) le 13 septembre 1958 lors de sa fusion avec le parti du même nom de Bernard Lafay.

## Historique
Le Centre républicain s'opposait notamment à Pierre Mendès France. André Morice s’engageait particulièrement en faveur de l'Algérie française et se montrait très anti-gaulliste. Au cours du congrès de Lyon du Parti radical d'octobre 1956, douze députés radicaux (dont Henri Queuille, André Morice, Émile Hugues) quittent le parti après avoir été mis en minorité sur trois sujets : la réintégration d'Edgar Faure qui avait été exclu du Parti radical, l'instauration d'une direction collégiale au sein du parti et donc la fin de la première vice-présidence pour Pierre Mendès France, et la question algérienne.
L'audience électorale de ce parti est restée limitée. Aux élections législatives de 1962, cinq membres du CR sont élus députés : André Rossi, Francis Palmero, Jean-Paul de Rocca Serra, Pierre de Montesquiou et Alexandre de Fraissinette.
Le Centre républicain est, à partir de 1973, l'une des composantes du Mouvement réformateur avant de réintégrer, en mai 1977, le Parti radical valoisien.